# 李文学
李文学（1826年—1874年），乳名闰宝，又名正学，彝族，云南赵州（今弥渡）亘卢村人，清朝太平天国时期云南哀牢山区彝族起义首领。祖居蒙化直隶厅南涧（今云南南涧彝族自治县）小李自摩村。本姓学，因入赘于李家而改姓。

## 生平
清文宗咸丰六年（1856年）五月，在太平天国运动影响下，他与王泰阶、李学东等在瓦卢村后山天生营誓师，率领哀牢山区彝族、汉族、哈尼族等族五千余人起义，提出“驱逐满贼、铲尽脏官，杀绝庄主”的口号，被推为“彝家兵马大元帅”，建立政权，没收地主土地，分与佃农耕种，实施盐、铁由帅府公营，彝、汉同利。率军北上，往救云南回民杜文秀反清起义军，后与杜文秀联合，以三千兵力大败清兵二万余人，取得红崖大捷，建立帅府及各都督府，受“大司藩”职。提出“铲尽满清赃官，杀绝汉家庄主”的口号。主张“彝汉庶民，共襄义举”。咸丰七年（1857年）夏，起义军分兵四路出击清军，他亲率阿里白等进攻公郎，以五百兵力击败二千清军。咸丰八年（1858年）联合田以正率领的哈尼族起义军联合。义军以密滴村为中心，控制哀牢山地区周围十余州县，人口达五十万左右。义军控制区内的农牧业、纺织业和狩猎等生产，逐渐恢复、并有所发展。当地人称德勒米（彝语大元帅，即李文学）可王矣。
同治九年（1870年）后，清军大举来攻。因寡不敌众，起义军控制区日益缩小。李学东率军助大理回民军取景东。同治十一年（1872年）秋，清军进围大理回民军于下关，李文学亲率军三千人驰援杜文秀，军溃，潜遁南涧，叛将李明学在在蒙化城（今巍山彝族回族自治县）抓住他献给清朝。同治十三年（1874年）四月在南涧牛街乌龟山被害。是年春密滴村失守，起义失败。彝民起义事迹多存于夏正寅著《哀牢夷雄列传》一书。亦有认为该书系伪作，不可信者。

## 家族
李文学祖辈世代务农，自幼做奴仆。其父被猛兽咬伤而死，其母自杀未遂。